# 亨利·德格拉纳
亨利·德格拉纳（法語：Henri Deglane，1902年6月22日—1975年7月7日），法国男子摔跤运动员。他曾代表法国参加1924年夏季奥林匹克运动会摔跤比赛，获得男子古典式重量级金牌。